# اجواتر، شهرستان ولوسیا، فلوریدا
اجواتر (به انگلیسی: Edgewater) شهری در شهرستان ولوسیا ایالت فلوریدا است که در سال ۱۹۲۴ بنیان‌گذاری شده‌است. این شهر طبق سرشماری سال ۲۰۱۰ میلادی، ۲۰٬۷۵۰ نفر جمعیت داشته و مساحت آن نیز ۲۶٫۸ کیلومتر مربع است.